# Hadula nefasta
Hadula nefasta là một loài bướm đêm trong họ Noctuidae.